# ブルムベア
ブルムベア (独: Brummbär)、ドイツ軍の制式名称はIV号突撃戦車 (Sturmpanzer IV)、制式番号 Sd.Kfz.166 は、IV号戦車の車台をベースに開発・製造された、第二次世界大戦のドイツの歩兵の支援を目的とした自走砲である。
“ブルムベア(Brummbär)”（「気難し屋」「不平不満を言う人」の意）のニックネームは正式名称ではなく、ドイツ軍が命名したものでもないが、一般的にこの名称で知られている（「#名称について」の節参照）。

## 概要
ブルムベアはIV号戦車を元に開発され、歩兵部隊に随伴し、特に市街地における大口径歩兵砲での直接火力支援を目的として設計された。
ドイツ軍にはこれ以前にも同様の任務にI号戦車やII号戦車、38(t)戦車の車台に15cm歩兵砲sIG33を搭載した各種自走砲（I号自走重歩兵砲、II号自走重歩兵砲、グリーレ）を投入したが、これらの車輌は薄い装甲しか持たず、防御力に乏しかった。さらに内部容積の不足による作業のしにくさ、エンジン出力の余裕の無さからくるアンダーパワーも問題となった。
またIII号突撃砲の装備する75mm砲ではこの任務に対して火力不足であり、不向きだった。そこで1941年12月から1942年1月にかけて、III号戦車のシャーシに重装甲の完全密閉型戦闘室を構築し、15cm歩兵砲sIG33を搭載した33B型III号突撃歩兵砲が12輌生産された。1942年9月の総統会議において、この車輌は市街戦において建築物を数発で破壊できる火力が求められた。1942年10月13日までには総計24輛が完成した。
33B型を担当したアルケット社は、次にIV号戦車をベースにしたより本格的な同種の車輌を開発し、結果出来上がったのがブルムベアである。1942年10月アルケット社は歩兵支援車輌の設計図をヒトラーに提示し、ヒトラーはこれを速やかに40輛から60輛生産するよう指示した。1943年2月、ヒトラーは模型写真を提示され、この車輌をツィタデレ作戦に投入できるよう、5月12日までに40輛製造するよう指示した。さらにヒトラーは20輛を追加生産するよう要望した。戦後の研究では“初期型”として分類されるこれら第1次生産分の車輌は4-5月中に一個大隊45輛の定数を揃え、ツィタデレ作戦へ投入された。
ツィタデレ作戦後の1943年12月からは後に「中期型」と呼ばれる改良型（第2 / 3次生産型）が生産に入った。このロットでは厚さ80mmの車体前方下部装甲を持つIV号戦車H型シャーシが使われるようになり、更に1944年3月-6月の生産車（第3次生産型）では若干仕様が変更され、ティーガーI重戦車同様の操縦手用直視クラッペ（バイザーブロック）が廃止され、ペリスコープで前方を見るように変更された。また、主砲として砲身に一部変更が加えられ、長く軽量となったバージョンの StuH 43/1 L/12 が搭載された。なお、修理のため後送された初期型および中期型前期生産車（第2次生産型）でも、この砲に変更された車輌がある。
上部構造を一新した「後期型」（第4次生産型）は1944年6月から生産が開始され、車体はIV号戦車J型用シャーシに変更された。車体前面装甲は車体幅一杯に広がった一枚板となり生産性が高められ、左上には張り出し部が設けられてMG34機関銃を搭載するためのボールマウント式銃架が取り付けられた。この後期型はシリーズ中最も生産数が多い。
ブルムベアはデュースブルクのドイチェ・アイゼンヴェルケにて総合的な組立が行われた。1943年4～5月に60輛生産された後、1943年12月から1945年3月までに246輛、計306輌が生産された。最初の生産分は既存のIV号戦車EおよびF型から改装された8輌、IV号戦車G型シャーシ使用で新造された52輌で、それ以降はH型またはJ型のシャーシを使用して製造され、ドイツの敗戦まで生産が続けられた。
なお、ブルムベアは生産時期の違いと仕様変更から初期、中期、後期の区別がなされるが、これは後世の研究家によるもので、運用したドイツ軍はこのような区別を規定していない。公式の区分では“第＊次生産型”もしくは“194＊年＊月期生産車”とされたのみである。

## 構造
本車はIV号戦車の車体を利用した突撃砲である。トランスミッション、エンジン、補器類、走行装置などはIV号戦車と同じ部品を使用した。ただし、砲塔の撤去に伴い、砲塔旋回用の発電機、発電用エンジン、専用排気マフラーが撤去された。
砲塔を持たず、砲自体は限定的ながら左右に指向させる事はできたものの、微調整を越えた範囲の照準のためには車体ごと左右に旋回させる必要があるため、戦車に比べトランスミッションに負担がかかり、故障しやすかった。また、ブルムベアはIV号戦車に比べ砲の搭載位置と分厚く広い前面装甲のため、ノーズヘビー（前方に重心が寄る）気味だった。このために前方ボギーの転輪外周のゴムの摩耗が激しく、前列のボギーの転輪一組、または二組、さらには全てを鋼製（外側ではなく、ゴムの緩衝材が中に入っている）に変更し、磨耗を抑えている。

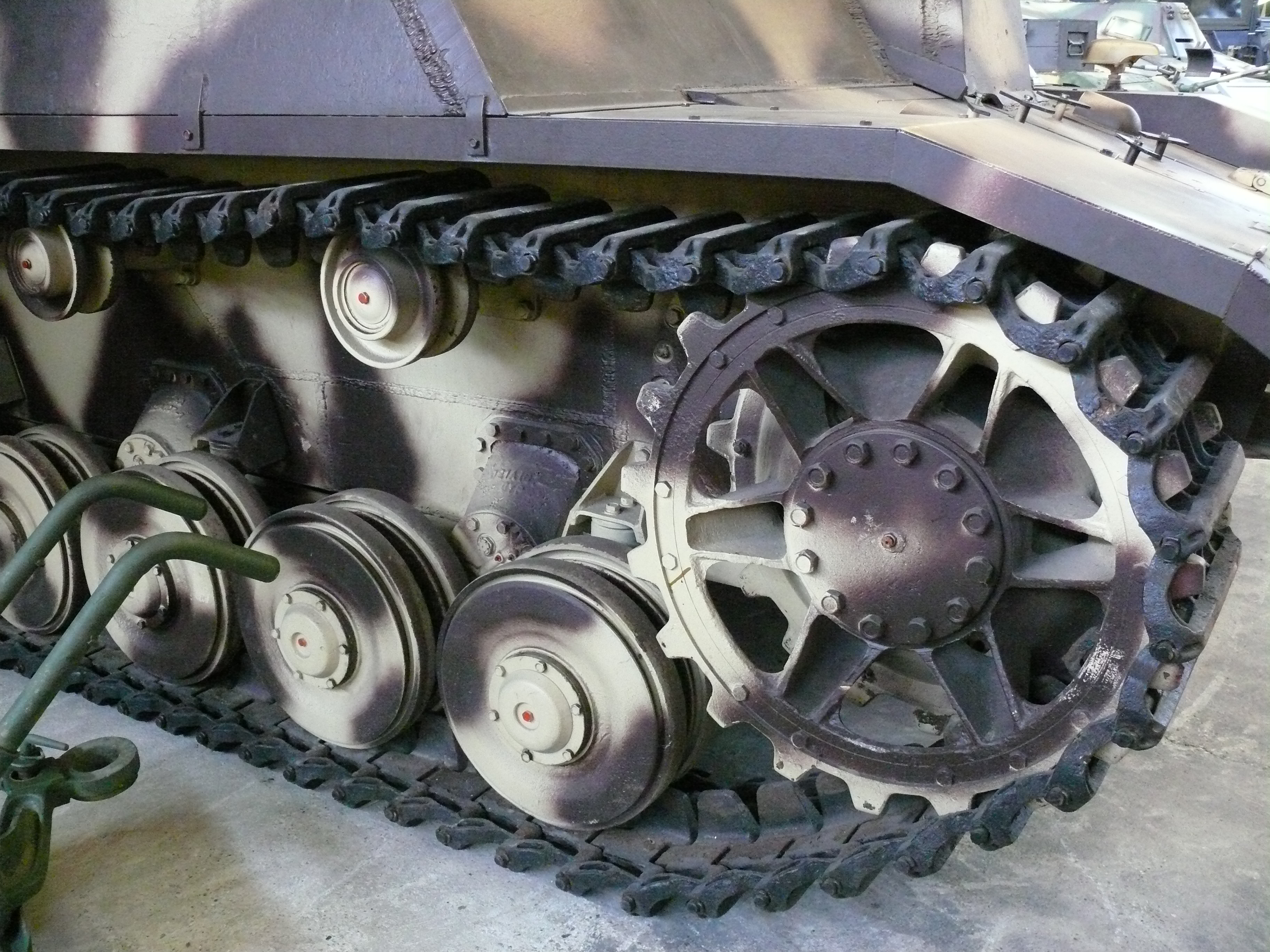
車体右側の起動輪、履帯、鋼製転輪。

基本的なレイアウトとしては車体の流用元であるIV号戦車と同様であり、車体後方の機関室に マイバッハ HL120TRM1 ガソリンエンジンを配置し、駆動軸を介して車体前部の変速機、操向変速機へと動力を伝達した。伝達された動力は終減速機を経て起動輪を動かし、履帯を駆動させる。走行装置は当時としては旧式のリーフスプリングサスペンションであり、これは板バネを複数枚積層して束ね、転輪の緩衝装置に接続し、地面からの衝撃を緩和するものである。第二次世界大戦当時のドイツ軍重戦車、また現用の主力戦車が装備するトーションバー方式に比べて緩衝能力と地形追従性能（ストローク長）に劣るが、保守的な設計から耐久性と生産性、整備性に優れ、また床下のスペースを消費する必要が無かった。
戦闘室は溶接で組まれているが、天井のみは整備の際に取り外す必要があるためボルト留めが用いられている。初期型の天井のハッチ類は3箇所であり、中央部の右寄りに大型の装填手用ハッチが設けられている。左寄り後方には車長用の円形ハッチ、左寄り前方には砲手用のハッチが設けられた。このハッチにはさらに照準器用の小型ハッチが付けられている。装填手用ハッチの前半分は垂直に近い（やや後方に傾いている）状態で固定することができ、この状態で機銃防盾として使用するための銃眼が設けられていた。
中期型では砲手用ハッチは廃止され、スライド式カバーの付いた照準器口に変更されている。
後期型では大きくハッチのレイアウトが変更され、車長用にはハッチではなく新たにIII号突撃砲と同型のキューポラが装備された。装填手用ハッチは廃止され、小型のハッチが横に2つ並んだものに変更されている。

## 装甲
ブルムベアはいかにも急造品といった感じの33B型に比べ、より厚い装甲を持っていた。車体の防御力は基本となった戦車型よりも強化された。走行装置の取り付けられる側面下部は、20mm厚の基本装甲に、20mmの増加装甲を貼っている。機関室後面は20mm厚、機関室の天井および車体底板は10mm厚の装甲を用いた。

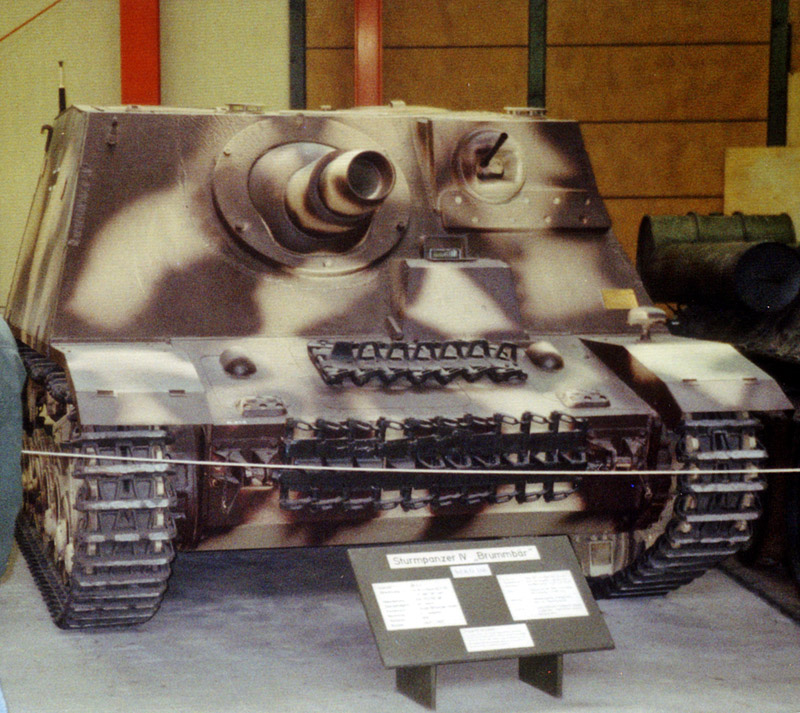
後期型車輌の前面写真。予備履帯は増加装甲の役割も果たした。

初期型と中期型の車体外形には大きな変更が加えられている。まず、トランスミッションを収容している車体前面の下部装甲が、50mmの基本装甲に、50mmの増加装甲をボルト留めして強化された。この部分の装甲の傾斜は15度であり、避弾経始は不良であるものの装甲厚は100mmと、ベースの戦車型より20mm厚くなっている。さらにこの上に予備履帯が装着された。
ブルムベアの初期型・中期型の戦闘室は、40度傾斜した100mm厚の前面装甲と、25度傾斜した60mm厚の前部側面装甲、18度傾斜した50mm厚の側面装甲、そして30mm厚の後面装甲で囲われ、天井部分は20mmの装甲が用いられた。天井も奥から前へとやや傾斜しており、角度は84度である。全体として変則的な六角形を構成していた。また初期型の操縦手席前面にはティーガーI用のビジョンバイザーが装備された。後にこれは廃止され、80mm厚の装甲板で単純な箱形の張り出しを設け、上面にペリスコープを設置した。
ブルムベアの後期型は戦闘室を単純な四角形としている。前面装甲板を車体袖部まで全て拡張し、内部容積を増加した。戦闘室の天井は水平部分と傾斜部分の二枚構成となった。さらに大きな変更点として、ティーガーIと同型のボールマウント式機関銃架を上部左側に設けた。装甲厚は80mmである。中期型に引き続き、操縦手席前面は単純な箱形の張り出しであった。
車体側面にはシュルツェンステーを装備し、IV号戦車と同型の5枚のシュルツェンを装着した。これはソ連軍歩兵の使用した対戦車ライフルに、車体側面下部の30mm装甲が撃ち抜かれるのを防ぐための軟鋼製増加装甲であった。シュルツェンと車体の間には空間が設けられることから、成形炸薬弾への防御効果も派生した。シュルツェンはステーの爪に自重で引っかけられているだけであり、障害物への衝突で曲がって履帯や転輪にひっかけないように、簡単に脱落するようになっていた。
ほか、1943年9月から1944年9月までに生産された車輌には、磁気を使用して吸着させる対戦車兵器を無効化するために、ツィンメリットコーティングが施された。

## 兵装

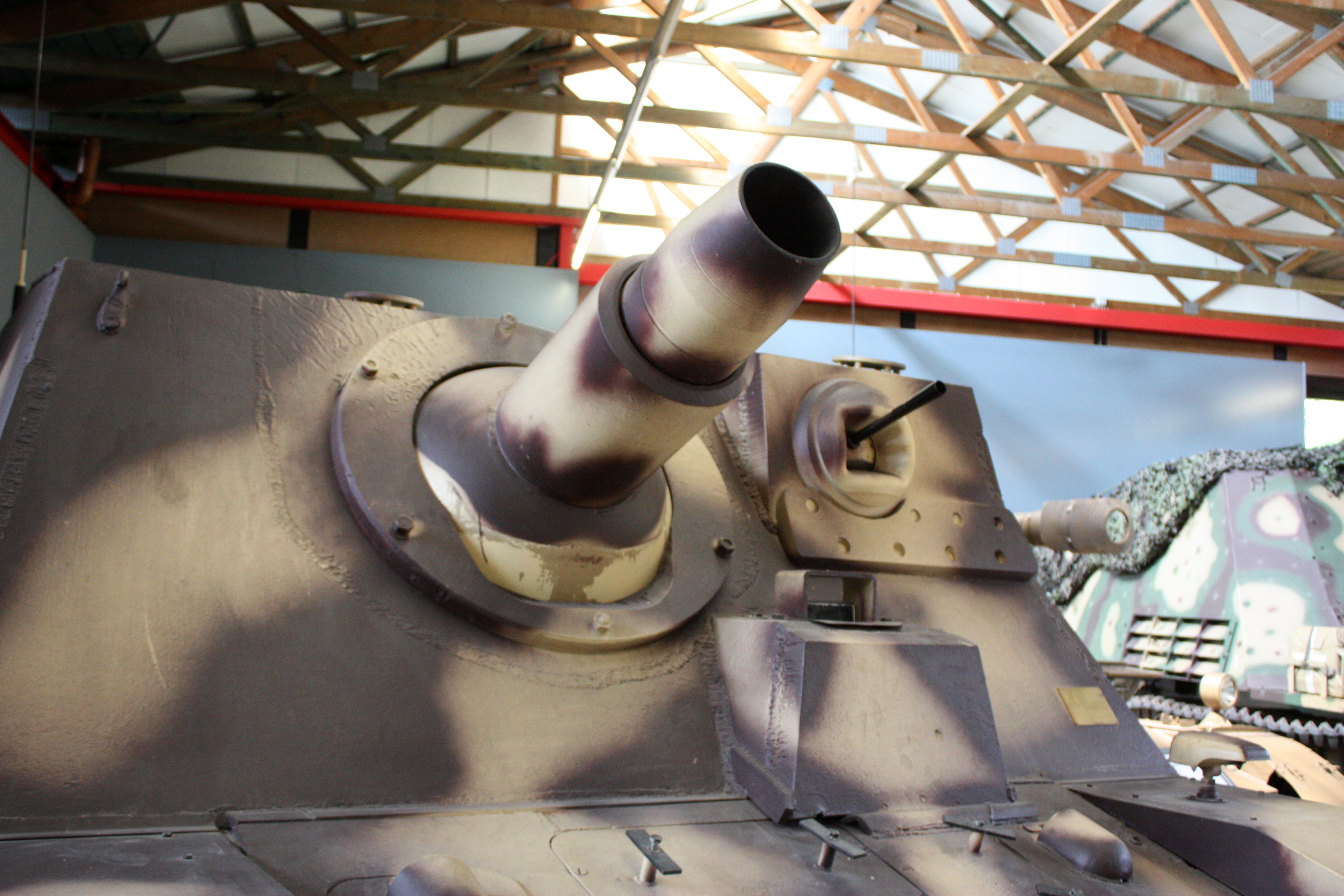
露出した球形砲架の構造が判る。砲弾破片が砲架の周囲から戦闘室内部へ吹き込む恐れがあった。

sIG33から発展し同じ弾薬を使う15cm43式突撃榴弾砲（15cm Sturmhaubitze 43 L/12）を固定戦闘室に搭載した。砲架は球形の防楯を備えており、厚みは100mmから145mmである。砲俯仰ハンドルと砲旋回ハンドルにより、左右に20度、俯仰が-8度から+30度まで可動した。砲身長は12口径である。砲尾は水平鎖栓式である。照準には直接式照準のSlfZF1照準器、間接砲撃にはRblf36照準器を用いた。また観測用双眼鏡が配備された。主砲砲弾は重量40kgのIGr38 FES榴弾、重量25.25kgのIGr39 H1/A成形炸薬弾を搭載した。携行数は38発だった。
初期・中期型では、車内に副武装として7.92mm 機関銃 MG34とMP40　9mm短機関銃）が搭載されており、前者は立てて固定すると防楯になる大型ハッチから、後者は戦闘室の左右斜め前方や側面、後面にあるピストルポートから発砲することで、敵歩兵の肉薄攻撃に対し応戦可能であった。弾薬搭載数は機銃弾600発、拳銃弾384発である。後期型では戦闘室前面に前方機銃を備え、戦車と同じボールマウント式銃架にMG34 1丁を装備した。

## 戦歴
ブルムベアを装備したのは、以下の4つの突撃戦車大隊である。

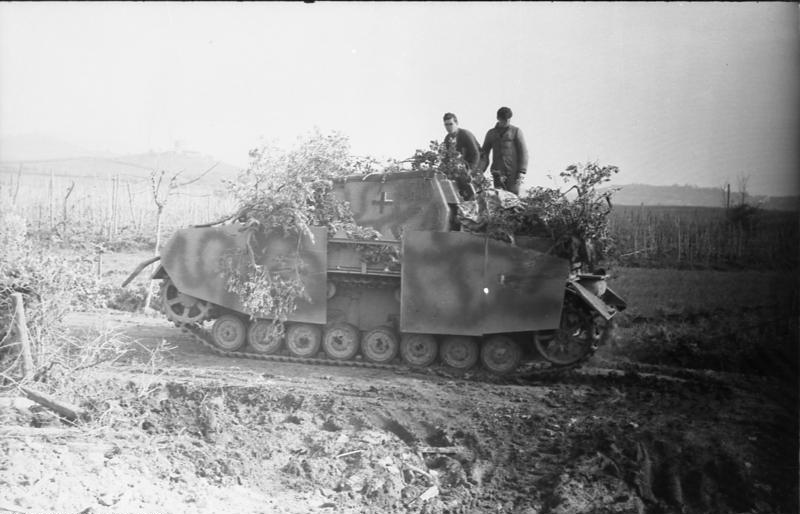
1944年3月、イタリア、ネットゥーノのブルムベア。側面に取り付けられた増加装甲のシュルツェンが一部外されている。

- 1943年春、ブルムベア初期型45輌を装備する第216突撃戦車大隊は、フェルディナント装備の第653重戦車駆逐大隊、第654重戦車駆逐大隊と共に第656重戦車駆逐連隊に編入され、7月のクルスクの戦いに投入された。同隊は1943年末まで東部戦線で戦ったが、損害が大きくなり修理のためオーストリアに移動した。翌年、同隊はイタリア戦線に移動し連合軍を迎え撃ったが、年末から翌年にかけてのポー平原の戦いの後撤退し、全ての車輌を自爆させ終戦を迎えた。
- 第217突撃戦車大隊は1944年春に編成され、7月にノルマンディー方面に投入された。そしてカーンでの戦いやファレーズ包囲網での戦いを経てオランダに撤退、ヴェンローからアルンヘムへと経由、マーケット・ガーデン作戦を迎え撃った。12月にはアルデンヌ攻勢に参加した。その後撤退しベルギーで再編成され、アメリカ軍との戦いの後、ルール地方で終戦を迎えた。
- ワルシャワ蜂起鎮圧のために編成された第218特殊突撃戦車中隊は、1945年1月に第218突撃戦車大隊に改編された。しかし大隊規模の装備が与えられる前に東部戦線でソ連軍の攻勢を迎え撃つこととなり、壊滅状態となった。同隊の一部（10輌）はフランスに送られていたが、この生き残りを元に大隊規模の再編成を行うはずであったが、結局ブルムベアではなくIII号突撃砲の部隊に改編され、第7装甲師団配下として終戦を迎えた。
- 1944年9月、22輌のブルムベア後期型により第219突撃戦車大隊が編成され、さらに6輌を加えて年末にはハンガリーに派遣された。翌年、第23装甲師団の配下としてブダペストなどで戦い消耗、チェコに撤退した。3月末には第2中隊に10輌が補充され再びハンガリーで戦って消耗、その後はブルムベア装備ではない第123駆逐戦車旅団に再編成されて終わった。

初期製造型のいくつかの欠点が解消された後、ブルムベアは優れた火力支援車輌であることを証明した。ブルムベア隊はしばしば「火消し部隊」として、敵の攻撃が最も激しい場面で使用された。

## 名称について
本車の“ブルムベア”という通称は、戦場で放棄されて捕獲されたものを調査した連合軍情報部によって命名されたもので、開発したドイツ軍によって命名されたものでも、使用したドイツ軍将兵によって命名されたものでもない。
ドイツ軍の公式書類には“ブルムベア”の名は記載されておらず、この名前はドイツにおいては戦後に英語の資料や書籍から逆輸入されて定着したものである。実際には大戦中のドイツ軍将兵は本車を“Stupa”（ドイツ語で「仏塔」の意だが、制式名称の"Sturm panzer"の略称にかけたものでもある）の通称で呼んでいた。
なお、「ブルムベア、とはハイイログマ（グリズリー）の意味である」と解説されることがあるが、ドイツ語におけるグリズリー（ハイイログマもしくはアメリカヒグマ）の名称は“Grizzlybär”であり、“Brummbär”ではない。

## 写真

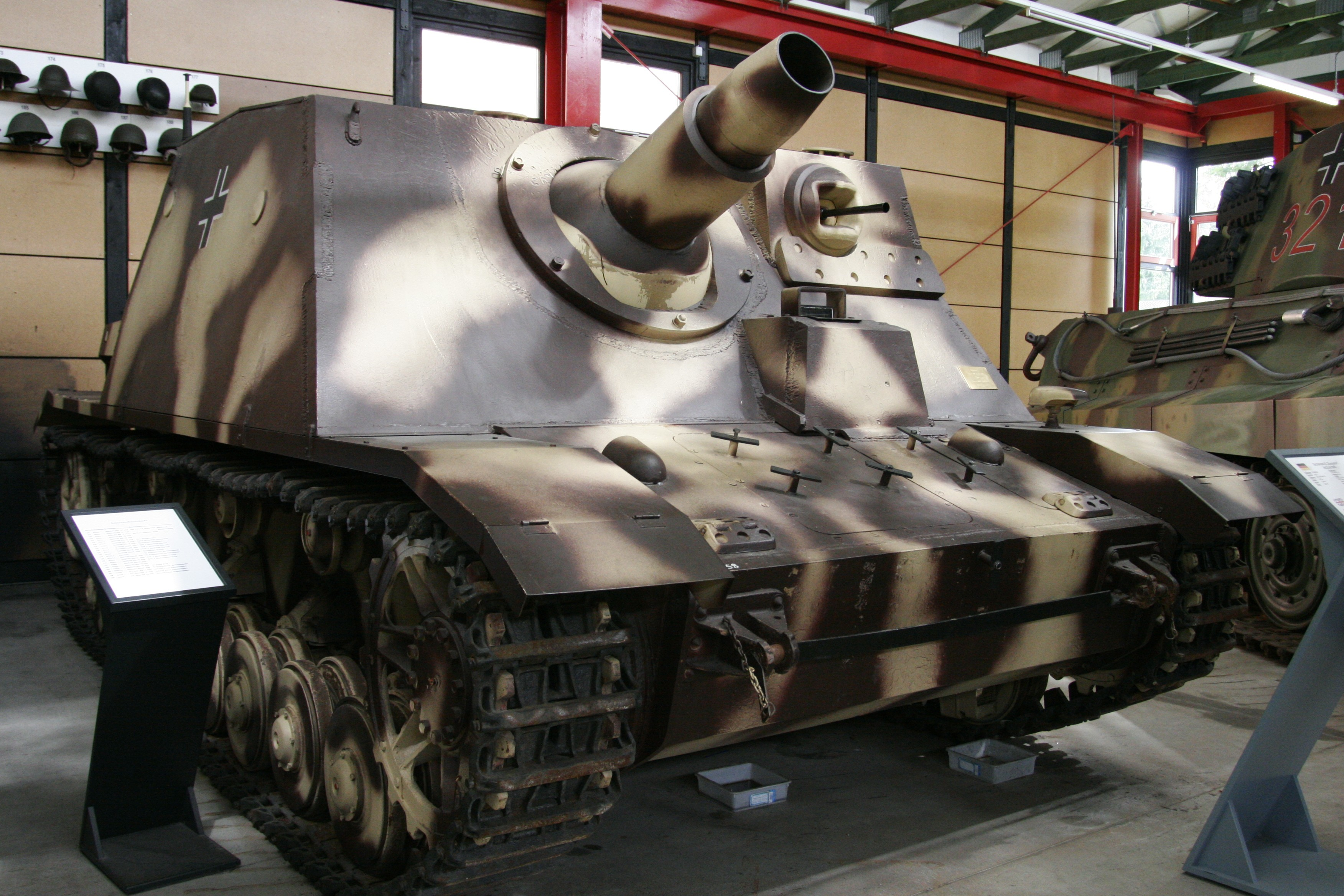
右側からの写真。ムンスター・ドイツ戦車博物館収蔵品。
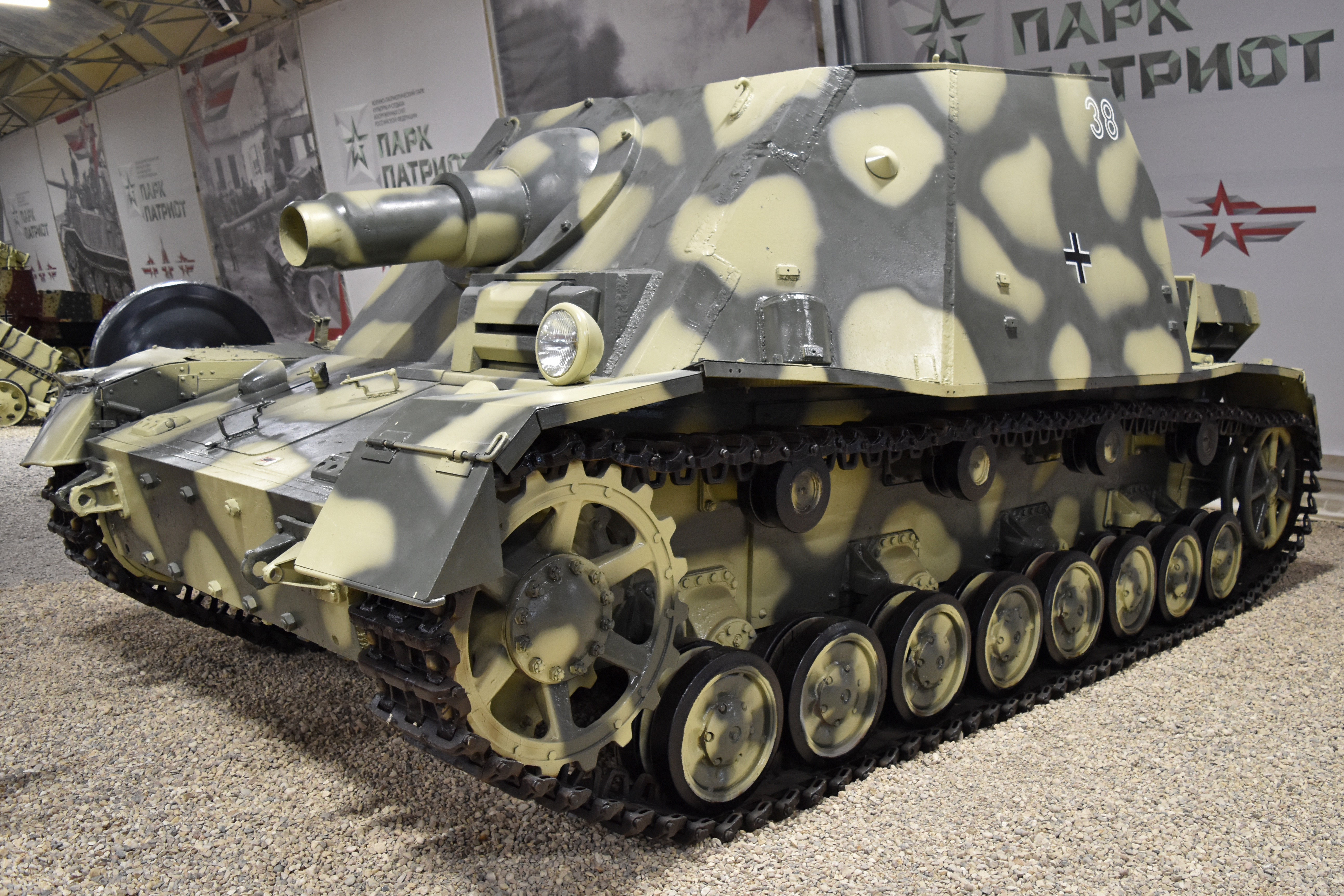
操縦席前面がクラッペの初期型（クビンカ戦車博物館）
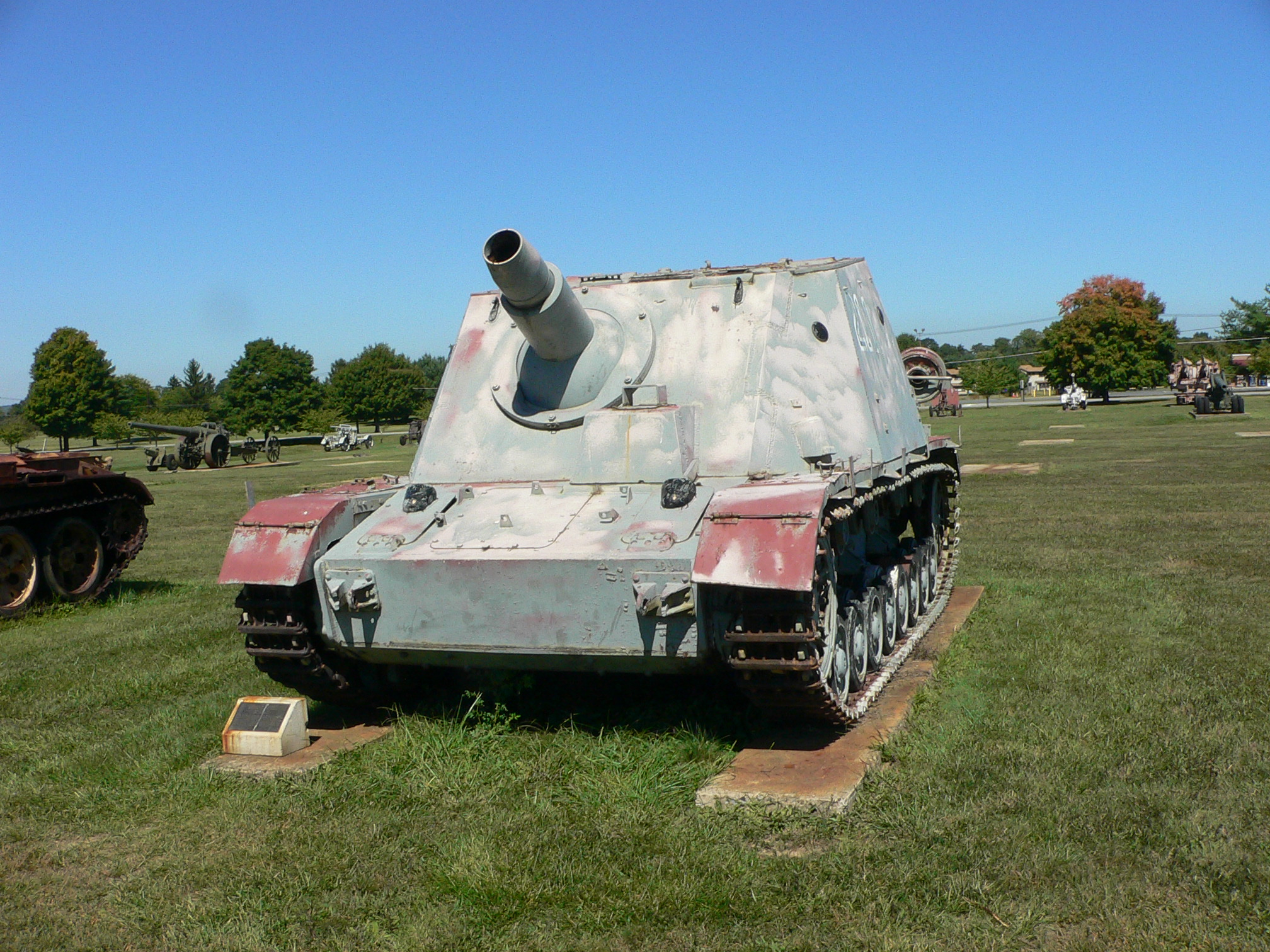
初期型とは操縦席前面が異なり、後期型とは戦闘室の面構成が異なる中期型（アメリカ陸軍兵器博物館）
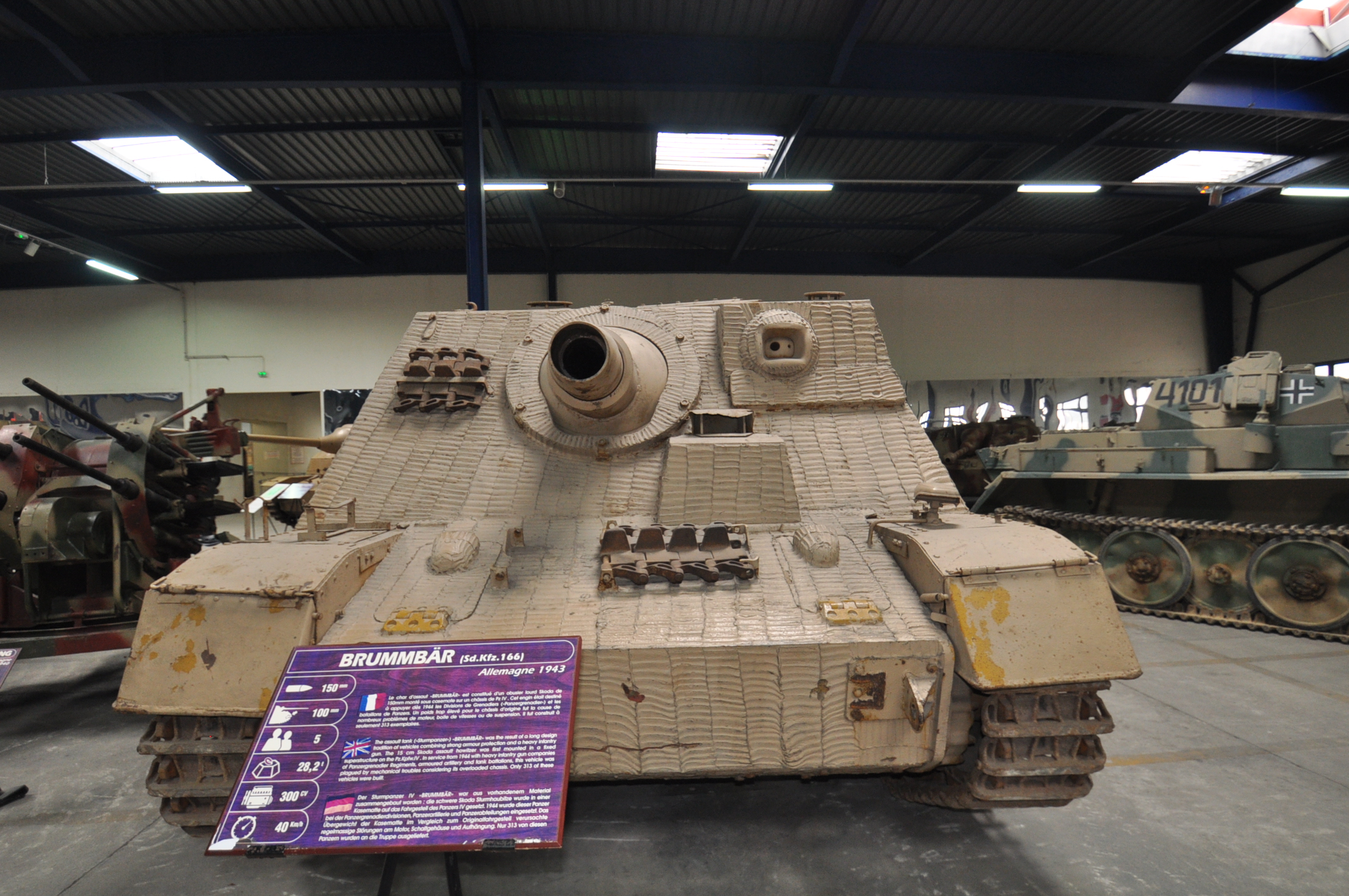
車体幅まで広がった戦闘室とツィンメリットコーティングが特徴の後期生産型（ソミュール戦車博物館）
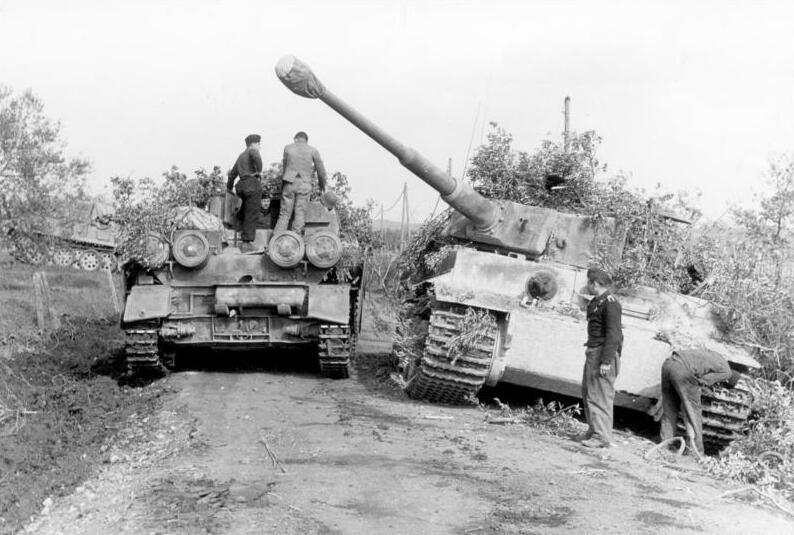
1944年3月、イタリアのネットゥーノで撮影。車体後部が確認できる。
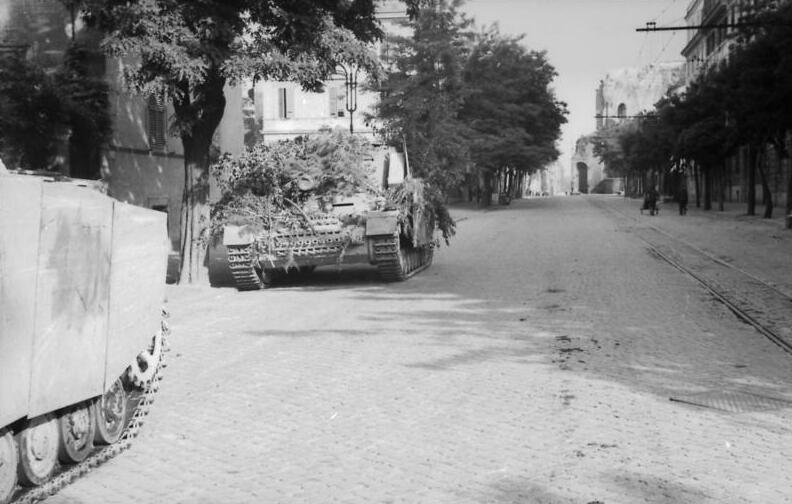
1944年、イタリアで撮影された偽装状態のブルムベア。
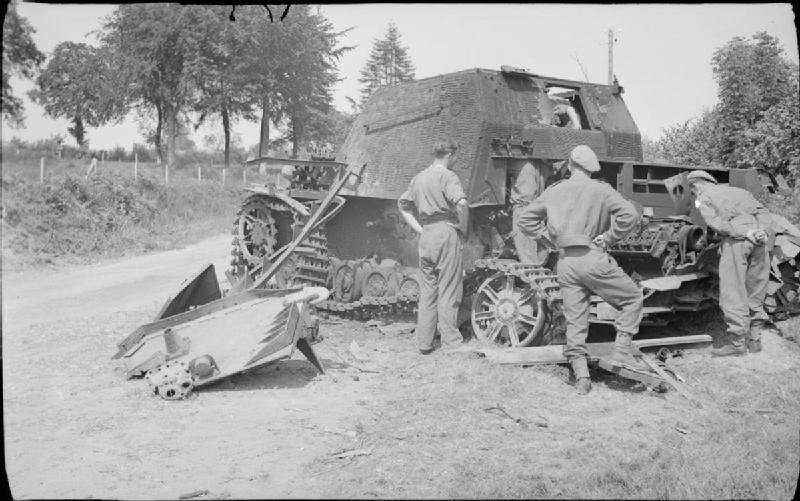
1944年11月、ノルマンディーの戦いで破壊されたブルムベアを調査するイギリス陸軍兵。